# サカ

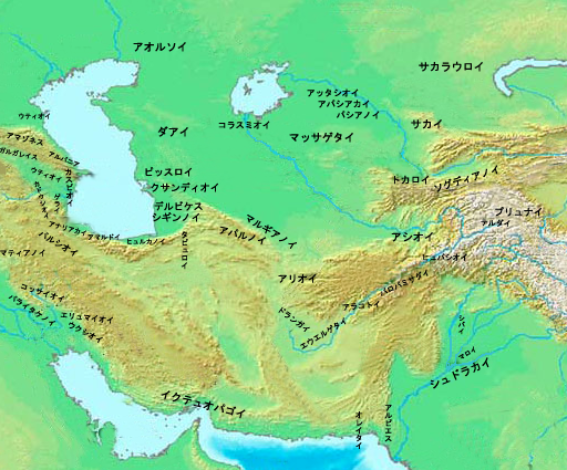
紀元前2世紀頃のサカ族（サカイ）の位置。（画像右上）

サカ (Saka) は、紀元前6世紀頃から中央アジアに現れるイラン系遊牧民族。サカとはペルシア側の呼び名で、古代ギリシアではサカイ (Sakai) と呼んだ。また、中国の史書では塞（そく）と呼ばれる種族がサカにあたるとされるが異論もある。

## 概要
アケメネス朝の『ベヒストゥン碑文』ではサカ、古代ギリシアの歴史書ではサカイと記された民族は、ヘロドトスによると古代ギリシア人がスキタイと呼ぶ北方草原民族のペルシア側の呼び名であるとしているが、一方で大プリニウスはスキタイ人のうちペルシアに近い場所に住む一部族のこととしている。この民族はアケメネス朝の支配を受け、ペルシア戦争に参加するなど、アケメネス朝では強力な部隊として活躍した。また、ストラボン『地理誌』によると、サカと呼ばれる遊牧民のうち、特に有名なのがヤクサルテス川（シル川）のかなたからやって来てギリシア人からバクトリアを奪ったアシイ、パシアニ、トカリ、サカラウリであると記す。この同じ事件を古代中国でも記しており、匈奴に撃退され、パミールを越えてアム川北に移動し、大夏国を征服した月氏の西遷、あるいは塞族の南遷がそうであるとされるが、塞族の存在については否定的な意見もあるため、慎重的な見方をしなければならない。
11世紀に作られた「シャー・ナーメ」の主人公の一人ロスタムはサカ人だったという説がある。

## 歴史

### ベヒストゥン碑文

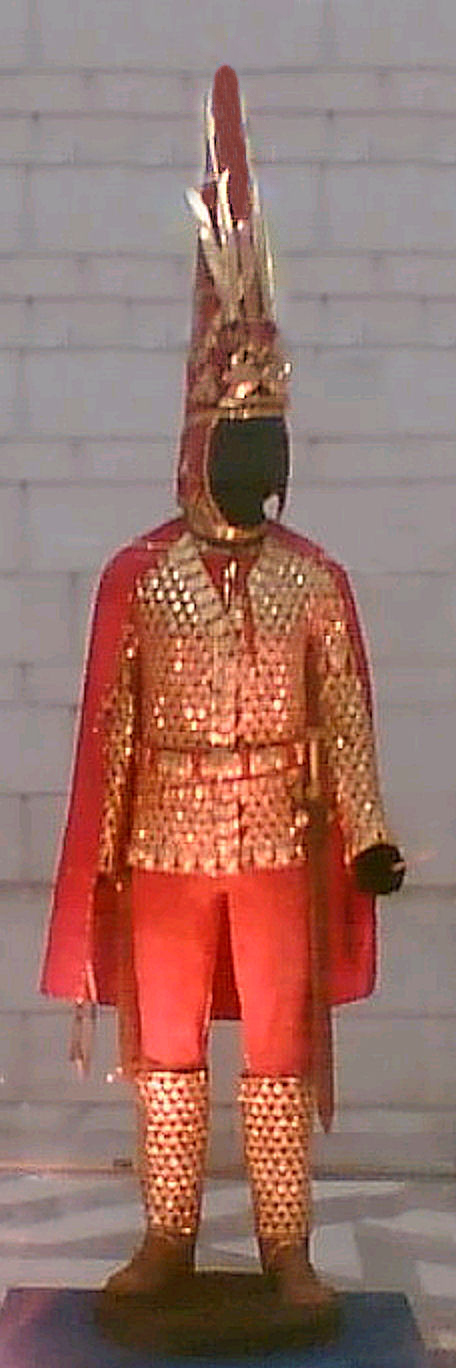
イッシク古墳出土の「黄金人間」のレプリカ。カザフスタン国立中央博物館蔵。

紀元前6世紀、アケメネス朝は古代オリエントを統一して大帝国を築くと、さらに東へ遠征し、中央アジアの草原でサカと総称される遊牧騎馬民族と接触した。このサカについてダレイオス1世（在位：前522年 - 前486年）の『ベヒストゥン碑文』では、サカ・ティグラハウダー（尖がり帽子のサカ）、サカ・ハウマヴァルガー（ハウマを飲む、あるいはハウマを作るサカ）、サカ・（ティヤイー・）パラドラヤ（海のかなたのサカ）の三種に分けていた。サカ・ティグラハウダーは中央アジアの西側、サカ・ハウマヴァルガーは中央アジアの東側に住んでおり、サカ・パラドラヤは「海のかなた」すなわちカスピ海もしくは黒海の北となり、ギリシア文献に出てくるスキタイを指すものと思われる。

### アケメネス朝の支配下
サカ人はキュロス2世（在位：前550年 - 前529年）の東方遠征によって、アケメネス朝の支配を受け始め、ダレイオス1世の代に制定された20の属州（サトラッピ）のうち、第15番目の属州となり、カスピオイ人とともに250タレントを納税した。
紀元前490年、マラトンの戦いにおいてサカ人はペルシア軍に従軍し、中央部に配置され、一時は勝利を収めたが、両翼部がアテナイ，プラタイア連合軍（ギリシア）に敗れたため、最終的にギリシア側の勝利となり、ペルシア側は敗北した。

### サカ・ティグラハウダー（尖がり帽子のサカ）
ヘロドトスはサカをサカイと表記し、紀元前480年にクセルクセス1世（在位：前486年 - 前456年）のギリシア遠征に参加した部隊として、「尖がり帽子のサカイ」について言及している。
- 『歴史』巻7-64「サカイ、すなわちスキタイは、先が尖ってピンと立ったキュルバシアという帽子を頭にかぶり、ズボンをはき、自国産の弓、短剣、さらにサガリスと呼ばれる双頭の戦斧を携えていた。彼らは“アミュルギオンのスキタイ”なのであるが、ペルシア人がスキタイ人すべてをサカイと呼ぶため、彼らもサカイと呼ばれていた。」

この部隊を指揮したのはクセルクセス1世の弟であるヒュスタスペス（ヒスタスペス）であった。

### マルドニオスの指揮下
サラミスの海戦（前480年9月）以降、メディア人，サカ人，バクトリア人，インド人などの外人部隊は将軍マルドニオスの指揮下に入り、その後のプラタイアの戦い（前479年8月）に配備された。この戦いでペルシア側が敗北したものの、ペルシア人部隊に次いで勇敢に戦ったのがサカ人部隊であったという。

### アレクサンドロスの侵入
以上のサカ人はアケメネス朝支配下のサカ人であり、その他のサカ人はなおもヤクサルテス川の北方に住み続け、常にアケメネス朝の脅威として存在していた。
紀元前334年から紀元前331年の4年間に東方へ進軍したアレクサンドロスは中央アジアを支配下に置き、ヤクサルテス川を挟んでサカ人と対峙した。ソグディアナにおいてスピタメネスが抵抗運動を行い、サマルカンドを攻撃してアレクサンドロスの後方を脅かしたため、マケドニア軍の数部隊が壊滅した。アレクサンドロスは緘口令を敷いて敗残兵を全員処刑、すぐさまヤクサルテス川を渡って救援に向かったが、何ら成果を挙げないまま利あらずと判断して撤退した。
これ以降、サカ人はアレクサンドロスおよびその後継勢力と一進一退を繰り返したが、紀元前3世紀半ばになると、西方では同じ遊牧民であるパルティアに服属し始め、東方ではトガリ（トハラ人）が勢力を拡大し、ソグディアナを占領して南のグレコ・バクトリア王国を脅かした。

## 塞について
塞が登場したのは中国史料の『漢書』西域伝においてであり、それまでの『史記』には一切登場しない。以下は『漢書』西域伝の罽賓国の条と烏孫国の条である。
- 罽賓国の条「昔匈奴は大月氏を破り、大月氏は西の大夏で君主となり、塞王は南の罽賓で君主となった。塞種は分散し、数国となった。疏勒より西北では、休循，捐毒の属（やから）となり、皆故に塞種なり。」

- 烏孫国の条「本（もと）は塞の地なり、大月氏は西の塞王を破って敗走させ、塞王は南の縣度（けんど）を越え、大月氏はその地に住み着いた。後に烏孫の昆莫が大月氏を撃破すると、大月氏は西に移って大夏を臣従させ、烏孫の昆莫はこれに住み着き、故に烏孫の民には塞種，大月氏種がいると云う。」

つまり、イシク湖周辺の地域（現在のキルギス）にいた塞民族は、匈奴（老上単于）の攻撃によって逃れてきた大月氏により追い出され、縣度（パミール高原，ヒンドゥークシュ山脈）を越えてガンダーラ地方に罽賓国を建てた。また、分かれてパミール山中に休循国，捐毒国を建てた者や、残って烏孫国に属した者もあったという。
また、発音上この塞民族とサカ族を同一視する「塞＝サカ説」が、E.J.Rapson『The Scythian and Parthian Invaders』（1922年）、W.W.Tarn『The Greeks in Bactria and India』（1938年）、A.K.Narain『The Indo-Greeks』（1962年）、白鳥庫吉『塞民族考』などによって議論されており、広く通説となっている。しかし、小谷仲男が『ガンダーラ美術とクシャン王朝』（1996年）において塞民族は存在しなかったと主張したように、一部には否定的な者もいる。
顔師古注が塞と釈迦を結びつけていることについては、釈迦族を参照。

## 参考資料
- 林俊雄『興亡の世界史02 スキタイと匈奴 遊牧の文明』（講談社、2007年）
- （ヘロドトス『歴史』）松平千秋訳『ヘロドトス』（筑摩書房、1988年）
- 岩村忍『文明の十字路＝中央アジアの歴史』（2007年、講談社）
- 『漢書』（西域伝）
- 小谷仲男『ガンダーラ美術とクシャン王朝』（同朋舎出版、1996年）